# 剣客商売 (テレビドラマ)
『剣客商売』（けんかくしょうばい）は、池波正太郎の時代小説『剣客商売』を原作としたテレビ時代劇である。フジテレビ系で放送された。
- 加藤剛・山形勲版（1973年4月7日 - 9月1日）
- 中村又五郎版（1982年12月3日 - 1983年3月4日）
- 藤田まこと版（1998年10月14日 - 2010年2月5日）、シリーズ5作、スペシャルドラマ6作
- 北大路欣也版（2012年8月24日 - ）

## 解説
池波は新潮社刊『日曜日の万年筆』に収録された随筆「名前について」で、主要人物の1人、秋山小兵衛の風貌は「旧知の歌舞伎俳優・中村又五郎をモデルにした」と書いており、後述するように中村又五郎は実際に小兵衛をテレビドラマで2度演じている。

## 加藤剛・山形勲版
1973年4月7日から9月1日までフジテレビ系「土曜8時枠」（土曜 20:00 - 20:56）で放送された。
2012年2月から時代劇専門チャンネルにて、HDリマスターの上で放送された（その後も2013年7月から再放送され、BSフジでは2014年5月に再放送）。なお、主役はあくまでも大治郎を演じる加藤であり、「雨の鈴鹿川」（第7話）のように小兵衛が登場しない回もある。また、キャストの項でも明らかなように、オリジナルの登場人物が多数出て来るのが、この版の特徴でもある。

### キャスト（加藤剛・山形勲版）

#### 主要人物（加藤剛・山形勲版）
※印は、本放送のオリジナル人物
- 秋山大治郎 - 加藤剛

- おとき※（弥七の妹） - 関根恵子（第1話、第4話、第8話、第10話
- 佐々木三冬 - 音無美紀子（第2話、第4話、第10話 -

- 弥七（御用聞き） - 山田吾一

- おかよ※（梅屋(飯屋)の女将） - うつみみどり（第1話、第3話 - 第5話、第7話 - 第8話

- 太吉※（おかよ姉妹の弟） - 簾内滋之（第1話 - 第8話、第10話
- おぬい※（おかよの妹） - 木村由貴子（第1話 - 第8話
- おみね（弥七の女房） - 片山真由美（第1話 - 第6話、第8話、第10話
- おはる - 梶三和子（第1話 - 第6話、第8話、第11話
- 新助※（梅屋の若い衆） - 岡本信人（第4話 - 第8話
- 傘の徳次郎（弥七の手下） - 武田昌之（第4話 - 第6話、第11話
- 岩五郎（おはるの父） - 岡田映一（第4話、第6話

- 嘉助（三冬の老僕） - 里木佐甫良（第2話、、第11話
- 生島次郎太夫（田沼家用人） - 長島隆一（第2話

- 和泉屋吉右衛門（三冬の母方の伯父） - 小栗一也（第2話

- 田沼意次 - 松村達雄（第2話

- 秋山小兵衛 - 山形勲（第7話除く）

- 小川宗哲（町医） - 永井智雄

#### ゲスト（加藤剛・山形勲版）
第1話「父と子と」
- 鰻売りの又六 - 松山省二
- 大首の仁助（地廻りの親分・又六の実兄） - 上野山功一
- やくざもの - 北川陽一郎
- 境内の町人（仁助に絡まれる） - 金子富士夫
- 境内のお面屋 - 草間璋夫
- 宮浩一

第2話「女武芸者」
- 浅田虎次郎（潰れかけの道場主） - 近藤洋介
- 和泉屋吉右衛門 - 小栗一也
- 五藤雅博、小沢直平、鈴木治夫、川口節子、大村千吉

第3話「剣の誓い」
- 嶋岡礼蔵（秋山小兵衛と同門の剣客） - 木村功
- 伊藤三弥（柿本の門弟） - 藤間文彦
- 柿本源七郎（礼蔵の剣相手） - 織本順吉
- 高尾（秋山大治郎の門弟） - 古今亭志ん朝
- 高松政雄、久本昇、荒井一夫

第4話「井関道場、四天王」
- 渋谷寅三郎 - 江角英明
- 小沢主計（井関道場四天王の一人・書院番頭の次男） - 船戸順
- 後藤九兵衛 - 外山高士
- 三好四郎兵衛 - 香川良介
- 吉田柳児、岡田映一、記平佳枝、早川純一、立花一男

第5話「妖怪小雨坊」
- 伊藤郁太郎（小雨坊） - 寺田農
- 伊藤三弥（郁太郎の弟） - 藤間文彦
- 伊藤彦太夫（郁太郎・三弥兄弟の父、新発田藩溝口家の用人） - 見明凡太朗
- 小松英三郎、池田勝美、夏木順平

第6話「まゆ墨の金ちゃん」
- 三浦金太郎（まゆ墨の金ちゃん） - 財津一郎
- 牛堀九万之助（金太郎の師・秋山小兵衛の友人） - 神田隆
- 内山又平太（村垣道場の門弟） - 柳生博
- 村垣主水（金太郎の元師匠・道場主） - 横森久
- 岡田映一、向井淳一郎、竜のり子、上野綾子、宮浩一

第7話「雨の鈴鹿川」
- 井上八郎（秋山大治郎と同門の浪人） - 御木本伸介
- 天野千代（夫の仇討する奥方） - 鮎川いづみ
- 天野兵馬（半兵衛の弟）  - 亀谷雅彦
- 山吹屋宗平（桑名の油問屋） - 加賀邦男
- 後藤伊織（元桑名藩士） - 田浦正巳
- 天野半兵衛 - 長沢大
- 末高五兵衛（兵馬の叔父） - 幸田宗丸
- 市助 - 丘寵児
- 伴藤武、佐羽裕子

第8話「辻斬り」
- 市口孫七郎（剣客） - 川合伸旺
- 永井十太夫（目付役旗本） - 浜田寅彦
- 石山克己、村山達也

第9話「決斗、見付宿」
- 浅田仲蔵（秋山大治郎の知人で浜松の道場主） - 米倉斉加年
- 大門一平太（玉屋の用心棒・示現流の使い手） - 浜田晃
- おもん - 工藤明子
- 玉屋伊兵衛（仲蔵の叔父・見附宿の地廻り） - 富田仲次郎
- おさき - 神保共子
- おさきの父 - 河村憲一郎
- 寺田 - 小美野欣士
- 可知靖之、矢野宣、池田生二、加藤茂雄、柿木恵至

第10話「嘘とまことの間」
- 村松伊織（旗本の嫡男） - 太田博之
- おきく - 徳永れい子
- 鎌屋辰蔵（香具師） - 安部徹
- 村松左馬之助（五百石の旗本・伊織の養父） - 灰地順
- 滝野の利助（辰蔵の子分） - 田中浩
- まつえ - 北川恭子
- 津路清子、小倉雄三、今井和雄、光秋次郎

第11話「身代金千両」
- 伊平（平松屋番頭） - 平田昭彦
- 平松屋 - 松尾文人
- 音吉（平松屋手代） - 畠山麦
- おゆき（平松屋の娘） - 新井麻夕美
- 平松屋女将 - 渡辺千世
- 金蔵 - 大木正司
- 浪人・笹沼 - 滝恵一

第12話「おかしな入門者」
- 横川鉄五郎（旗本・高利貸） - 多々良純
- 横川小金吾（鉄五郎の養子） - 江戸家小猫（テロップでは「江戸家子猫」と表記）
- おてる（鉄五郎の義理の娘） - 黒沢のり子
- 早田仙之助（元御家人） - 木村元
- 遠州屋 - 永谷悟一
- 岡田映一、戸塚孝、高橋義治、石井麗子

第13話「鬼熊酒屋」
- 熊五郎（飲み屋の親爺） - 島田正吾
- おしん（熊五郎の娘） - 山岸映子
- 文吉（熊五郎の娘婿） - 山本宣
- 鬼熊の酔客 - 伊吹聰太朗 (*ノンクレジット)
- 鬼熊の酔客 - 御影伸介
- 桂広行

第14話「三冬の女ごころ」
- 井村松軒（町医者） - 垂水悟郎
- お照（井村の妾） - 藤田弓子
- 大場（松軒の雇われ浪人） - 藤岡重慶
- 秋田屋 - 野口元夫
- 文七（秋田屋の手代) - 北川陽一郎
- 清洲の佐平治 - 松本克平
- 蕎麦屋女将 - 毛利幸子
- 菓子屋 - 門脇三郎

第15話「信濃の老虎」
- 山本孫介（長野・小諸の老剣客） - 小松方正
- 山本源太郎（孫介の子） - 佐々木勝彦
- 森川平九郎（道場主） - 稲葉義男
- 佐倉勝蔵（森川の門弟・小諸藩の家来） - 中野誠也
- 石掛亀之介（森川道場師範代） - 山本清
- 青木数馬（森川道場門人） - 橋本功
- 和尚 - 神山寛
- 今村原兵、児玉泰次、土屋信之、和田敏秀、築地博、松平健

第16話「御老中毒殺」
- 飯田平助（田沼家の家臣） - 生井健夫
- 飯田粂太郎（平助の倅・秋山大治郎の門弟） - 市川百々丸
- 大澤傳十郎（東軍流剣術の道場主） - 高森玄
- 木鼠の佐八（掏摸） - 鈴木和夫
- 一橋の家中 - 田中志幸
- 入江正徳、村上幹夫、名川貞郎、鈴木勇作、細井雅男

第17話「兎と熊」
- 内田久太郎（秋山小兵衛の元門弟） - 渡辺篤史
- 村岡房野（町医者の娘） - 山口いづみ
- 村岡道歩（町医者） - 富田浩太郎
- およし（村岡の妻） - 本山可久子
- 曽我権左衛門（旗本花房筑後守の奥御用人） - 細川俊夫
- 大月弥怱次（曽我の配下） - 穂高稔
- 相良（曽我の配下） - 久本昇
- 田川恒夫、富士乃幸男、津路清子、蓮川くみ、宮田弘子

第18話「ある剣客の死」
- 澤井主水 - 井上孝雄
- 澤井兵庫（主水の兄・道場主） - 今井健二
- 久野の用人 - 守田比呂也
- 使いの男 - 篠田敏夫
- 吉田屋（瓦版版元） - 稲川善一
- おなえ（吉田屋女将） - 町田博子
- 寺の住職 - 高杉哲平
- 久野大炊助（公儀大目付） - 近藤洋
- 柄沢英二

第19話「忘れた顔」
- 半蔵（川魚料理・船屋の主人） - 砂塚秀夫
- 的場小文吾（浪人） - 波多野憲
- おしん（半蔵の女房） - 池田昌子
- おゆき（的場小文吾の妻） - 小野恵子
- 栄次郎（板前） - 石山雄大
- 石坂平七郎の兄 - 小笠原弘
- 大野（浪人） - 中庸介
- 南部藩士 - 松平健
- 小坂生男、菅原一生

第20話「男まさり」
- おしま（柏屋の娘・秋山大治郎の女門弟） - 安田道代
- 常吉（掏摸・牛若小僧） - 水谷豊
- 蝮の六蔵（掏摸親分） - 福山象三
- 浪人（掏摸一味用心棒） - 深江章喜
- 千太（掏摸・常吉弟分） - 福崎和宏
- 柏屋藤兵衛（蔵前の米問屋） - 永井秀明
- 藤兵衛の妻 - 目黒幸子
- 町人（常吉に掏られる） - 草間璋夫
- 森下明、星野富士男、平井武

第21話「逆転仇討ち」
- 高木左門（遠州掛川の浪人） - 竜崎勝
- 梶原将監（目付衆） - 江見俊太郎
- 大黒屋清兵衛（蝋燭問屋） - 植村謙二郎
- 矢野要（梶原の用心棒） - 東野孝彦
- 伊丹源四郎（梶原の次男） - 村山達也
- 鳥越の万造（岡っ引き） - 堺左千夫

最終話「明日への旅立ち」
- 浅岡鉄之助（秋山大治郎の旧友） - 新克利
- 平山市蔵（浅岡と果し合う浪人） - 滝田裕介
- 西山団右衛門 - 竹内亨
- 西山の妻 - 若原初子
- 千代乃（西山家の娘・浅岡の婚約者） - 松本潤子
- 牛堀九万之助 - 神田隆
- 牛堀道場使用人 - 築地博

### スタッフ（加藤剛・山形勲版）
- ナレーター - 黒沢良
- 企画 - 市川久夫、白川文造、松木征二
- 脚本 - 安部徹郎、下飯坂菊馬、小川英、井手雅人、田上雄、櫻井康裕、高瀬昌弘、安藤日出男、野上龍雄、沼田幸二
- 音楽 - 山倉たかし
- 監督 - 小野田嘉幹、田中徳三、吉村公三郎、鈴木英夫、高瀬昌弘、窪川建造、小俣堯
- タイトル画 - 中一弥
- 殺陣 - 宇仁貫三
- プロデューサー - 能村庸一、市川久夫、香取雍史
- 協力 - 国際放映
- 制作 - フジテレビ、東宝、俳優座

### 放送日程（加藤剛・山形勲版）
| 各話   | 放送日        | サブタイトル     | 脚本              | 監督       |
| ------ | ------------- | ---------------- | ----------------- | ---------- |
| 第1話  | 1973年4月07日 | 父と子と         | 安倍徹郎          | 小野田嘉幹 |
| 第2話  | 4月14日       | 女武芸者         | 安倍徹郎          | 田中徳三   |
| 第3話  | 4月21日       | 剣の誓い         | 安倍徹郎          | 小野田嘉幹 |
| 第4話  | 4月28日       | 井関道場、四天王 | 下飯坂菊馬        | 田中徳三   |
| 第5話  | 5月05日       | 妖怪小雨坊       | 小川英            | 小野田嘉幹 |
| 第6話  | 5月12日       | まゆ墨の金ちゃん | 井手雅人          | 小野田嘉幹 |
| 第7話  | 5月19日       | 雨の鈴鹿川       | 田上雄            | 吉村公三郎 |
| 第8話  | 5月26日       | 辻斬り           | 櫻井康裕          | 鈴木英夫   |
| 第9話  | 6月02日       | 決斗、見付宿     | 田上雄            | 高瀬昌弘   |
| 第10話 | 6月09日       | 嘘とまことの間   | 安倍徹郎 高瀬昌弘 | 高瀬昌弘   |
| 第11話 | 6月16日       | 身代金千両       | 櫻井康裕          | 鈴木英夫   |
| 第12話 | 6月23日       | おかしな入門者   | 小川英            | 田中徳三   |
| 第13話 | 6月30日       | 鬼熊酒屋         | 安藤日出男        | 田中徳三   |
| 第14話 | 7月07日       | 三冬の女ごころ   | 井手雅人          | 小野田嘉幹 |
| 第15話 | 7月14日       | 信濃の老虎       | 井手雅人          | 小野田嘉幹 |
| 第16話 | 7月21日       | 御老中毒殺       | 野上龍雄          | 鈴木英夫   |
| 第17話 | 7月28日       | 兎と熊           | 井手雅人          | 窪川建造   |
| 第18話 | 8月04日       | ある剣客の死     | 田上雄            | 鈴木英夫   |
| 第19話 | 8月11日       | 忘れた顔         | 櫻井康裕          | 窪川建造   |
| 第20話 | 8月18日       | 男まさり         | 小川英            | 小俣堯     |
| 第21話 | 8月25日       | 逆転仇討ち       | 櫻井康裕 沼田幸二 | 高瀬昌弘   |
| 最終話 | 9月01日       | 明日への旅立ち   | 井手雅人          | 高瀬昌弘   |

## 中村又五郎版
1982年12月3日から1983年3月4日までフジテレビ系『時代劇スペシャル』（当時は金曜 20:02 - 21:48）で放送された。
中村又五郎は池波正太郎が小兵衛のモデルにした人物でもあり、満を持しての小兵衛役での出演となった。大治郎は1973年版に引き続いて加藤剛が務めた。2作とも、複数のエピソードを織り交ぜて一つの作品とする手法をとっている。
※放送日の後に記した題名は、取り入れられているエピソード名である。
- 剣客商売 辻斬り：1982年12月3日放送 - 「女武芸者」「辻斬り」「悪い虫」「まゆ墨の金ちゃん」など
- 剣客商売 誘拐：1983年3月4日放送 - 「誘拐」「三冬の縁談」「剣の誓約」など

### キャスト（中村又五郎版）
- 秋山小兵衛 - 中村又五郎
- 秋山大治郎 - 加藤剛
- 佐々木三冬 - 新井春美
- おはる - 星野浩美（新人）
- おこう - 紅萬子
- 留吉 - 岩戸隼人（子役）
- 弥七 - 近藤洋介
- 徳次郎 - 住吉正博
- 小川宗哲 - 小栗一也
- 三浦金太郎 - 地井武男（「辻斬り」のみ）
- 牛堀九万之助 - 和崎俊哉（「辻斬り」のみ）
- 市口又平太 - 浜田晃（「辻斬り」のみ）
- 嶋岡礼蔵 - 信欣三（「誘拐」のみ）
- 柿本源七郎 - 織本順吉[注 1]（「誘拐」のみ）
- 柿本三弥（源七郎の弟） - 北詰友樹（「誘拐」のみ）
- 大久保兵蔵 - 立川光貴（「誘拐」のみ）
- 田沼意次 - 小沢栄太郎
- ナレーター - 宮部昭夫

### スタッフ（中村又五郎版）
- 企画 - 市川久夫
- 脚本 - 星川清司（辻斬り）、安藤日出男（誘拐）
- 音楽 - 山倉たかし、広瀬奈津夫
- 監督 - 森一生（辻斬り）、児玉進（誘拐）
- 殺陣 - 楠本栄一、美山晋八
- プロデューサー - 香取雍史、横島良多、徳田良雄
- 協力 - 俳優座映画放送（現・仕事）
- 制作 - フジテレビ、東宝、映像京都

### 放送日程（中村又五郎版）
| 各話 | 放送日        | サブタイトル | 脚本       | 監督   |
| ---- | ------------- | ------------ | ---------- | ------ |
| 1    | 1982年12月3日 | 辻斬り       | 星川清司   | 森一生 |
| 2    | 1983年03月4日 | 誘拐         | 安藤日出男 | 児玉進 |

| フジテレビ系 時代劇スペシャル               | フジテレビ系 時代劇スペシャル     | フジテレビ系 時代劇スペシャル                |
| 前番組                                      | 番組名                            | 次番組                                       |
| ------------------------------------------- | --------------------------------- | -------------------------------------------- |
| 闇の傀儡師 （1982年11月26日）               | 剣客商売 辻斬り （1982年12月3日） | 佐武と市捕物控 岡っ引無情 （1982年12月10日） |
| 旗本退屈男 （平幹二朗版） （1983年2月25日） | 剣客商売 誘拐 （1983年3月4日）    | 夕陽の用心棒 （1983年3月11日）               |

## 藤田まこと版
1998年10月14日から2010年2月5日までフジテレビ系で放送された。前2作が東宝との共同制作だったのに対して、今作は松竹との共同制作。レギュラー5シリーズ（計47話分）とスペシャル6作が制作された。

### キャスト（藤田まこと版）

#### レギュラー
- 秋山小兵衛（剣客） - 藤田まこと
- おはる（小兵衛の下女 → 妻） - 小林綾子
- 秋山大治郎（小兵衛の息子） - 渡部篤郎（第2シリーズまで）・山口馬木也（第4シリーズより）[注 2]
- 秋山（佐々木）三冬（大治郎の妻・田沼意次の娘） - 大路恵美（第3シリーズまで）・寺島しのぶ（第4シリーズより）
- 秋山小太郎 - 當銘竜基（第5シリーズより）
- 弥七（別名「四谷の弥七」・小兵衛の元弟子の岡っ引） - 三浦浩一
- おみね（弥七の妻） - 佐藤恵利
- 徳次郎（傘屋で通称「傘徳」・弥七の手下） - 山内としお
- およね（料亭不二楼の仲居） - 江戸家まねき猫
- 長次（料亭不二楼の板前） - 木村元
- おもと（舟宿「不二楼」女将） - 梶芽衣子
- 飯田粂太郎（大治郎の一番弟子） - 尾上寛之（第4シリーズより）
- 嘉助 - 江戸家猫八（第3シリーズまで）・多賀勝一（第4シリーズより）
- 生島次郎太夫（田沼意次用人） - 真田健一郎
- 田沼意次（老中） - 平幹二朗

#### セミレギュラー
- 小川宗哲（小兵衛の友人・医師） - 島田順司（第3シリーズまで）・奥村公延（第4シリーズより）・島田順司（スペシャルから）
- 岩五郎 - 原哲男
- おさき - 絵沢萌子
- 鰻売りの又六 - 徳井優
- 桶屋の太次郎（弥七の下っ引き） - 蟹江一平（スペシャルのみ）
- 永山精之助 - 梨本謙次郎
- 牛堀九万之助（牛堀道場） - 竜雷太

上記のうち、島田・徳井・蟹江・梨本の4名は、別の役でのゲスト出演もしている（詳細は、各シリーズゲスト出演者の項を参照）。

#### ゲスト（藤田まこと版）

##### 第1シリーズ（1998年）
第1話「父と子と」 （原作 - 女武芸者）
- 永井和泉守（五千石の大身の旗本） - 勝部演之
- 永井右京 - 角田英介
- 大垣四郎兵衛（和泉守の用人） - 鶴田忍
- 浅田虎次郎（永井家 用心棒） - 遠藤憲一
- 亀井（永井家 用心棒） - 草薙良一
- 和泉屋吉栄衛門 - 佐古正人
- お栄 - 宮田圭子

第2話「井関道場四天王」
- 渋谷寅三郎（井関道場四天王の一人） - 梨本謙次郎
- 小沢主計（井関道場四天王の一人） - 鷲生功
- 後藤九兵衛（井関道場四天王の一人） - 須藤正裕
- 武井三二、池田勝志、細川純一
- ありたゆかり、佐江沙楽斎
- 大島尚樹、関川純子
- 金子孫十郎 - 佐江衆一

第3話「まゆ墨の金ちゃん」
- 三浦金太郎（牛堀の門弟） - 伊原剛志
- 内山又平太（浪人） - 片岡弘貴
- おふじ - 川俣しのぶ
- 伊藤彦太夫 - 田端猛雄
- 村垣主水 - 久賀大雅
- 伊藤三弥 - 辻本良紀
- 福山龍次、勇家寛子、関川純子

第4話「御老中暗殺」
- 飯田平助（田沼意次の食事の世話係） - 渋谷天外
- 寺山持三郎 - 金子研三
- 原粂太郎 - 廣田行生
- 長野弥五兵衛 - 関根大学
- 最上郁五郎 - 細川智
- 加島潤、細川純一、関川幸子

第5話「老虎」
- 山本孫介（田舎剣客風の老人） - 北村和夫
- 佐倉勝蔵（高弟） - 本田博太郎
- 青木数馬（若い侍） - 竹本孝之
- 山本源太郎（孫介の息子） - 松田勝
- 森川平九郎（森川道場道場主） - 浜田晃
- 石掛亀之助（森川道場師範代） - 伊藤高
- 功刀明、檀林恭平、國本鐘建
- 稲泉智万、石川栄二、関川幸子

第6話「深川十万坪」
- おせき（升酒屋経営） - 藤田弓子
- 大野源蔵 - 本城丸裕
- 高橋録太郎 - 伊藤敏八
- 武田勇之進 - 朝日完記
- 毛利杢右衛門 - 西村正樹
- 松吉 - 多賀勝一
- お時 - 高江暢子
- 小田島隆、釼持誠
- 円堂耕成、塩賀淳平、菱谷昌功

第7話「箱根細工」
- 横川彦五郎（秋山小兵衛のかつての剣友） - 山本學
- 横川彦蔵（浪人） - 長森雅人
- 房吉（遊び人） - 佐藤仁哉
- 桔梗屋徳右衛門（主人） - 森下哲夫
- 桔梗屋おのぶ（徳右衛門の妻） - 服部妙子
- お初（徳右衛門とおのぶの養女） - 島田麻依子
- 旅館の女将 - 和泉ちぬ
- 金子珠美、平井優也

第8話「嘘の皮」
- 鎌屋辰蔵（浅草の香具師の元締） - 石橋蓮司
- 村松伊織（左馬之助の養子） - 清水邦彦
- お照（辰蔵の娘） - 及森玲子
- 利助（辰蔵の子分） - 徳井優
- 宗次（辰蔵の子分） - 天田益男
- 村松左馬之助（五百石の旗本） - 花上晃
- おきち（女中） - 川崎あかね
- 中川峰男、和泉敬子
- 田中美鈴、松山真由子
- 山本道俊、内藤和也、関川幸子

第9話「天魔」
- 笹目千代太郎（庄平の息子） - 片桐光洋
- 笹目庄平（秋山小兵衛の20年前の弟子） - 島田順司
- 大猿 - 長江英和
- 金子孫十郎 - 楠年明
- 善助 - 有園芳記
- 弥惣次 - 深見亮介
- 遠山二郎、和泉早紀、杉山幸晴
- 國本鐘建、西村龍弥、下弥秀平

最終話「兎と熊」
- 内田久太郎（秋山小兵衛の昔の弟子） - 中野英雄
- 村岡房野（道歩の娘） - 朝岡実嶺
- 曽我権左衛門 - 佐川満男
- 村岡道歩（医師） - 頭師孝雄
- 大月弥惣次（侍） - 立川三貴
- およし - 新海百合子

##### 第2シリーズ（1999年 - 2000年）
第1話「辻斬り」
- 市口孫七郎（剣客・永井の剣の師匠） - 渡辺哲
- 永井十太夫（千五百石の旗本） - 赤羽秀之
- おみつ（料亭「不二楼」の女中） - 中原果南
- 木村又平太 - 谷口高史
- 内山弥五郎 - 本城丸裕
- 杉山幸晴、小田島隆
- 田渕景也、円堂耕成

第2話「暗殺」
- お秋（居酒屋の女） - 森口瑤子
- 笹野小文吾（侍） - 上杉祥三
- 駕籠屋の男 - 東田達夫
- 鈴木市兵衛（用人） - 本田博太郎
- 杉浦丹後守（五千石の旗本） - 立川三貴

第3話「剣の誓約」
- 嶋岡礼蔵（剣客） - 夏八木勲
- 伊藤三弥 - 本宮泰風
- 高尾勇次郎 - 森宮隆
- 柿本源七郎（剣客） - 東野英心

第4話「婚礼の夜」
- 浅岡鉄之助（秋山大治郎の友人） - 金山一彦
- 平山市蔵（浪人） - 白竜
- 千代乃（団右衛門の娘） - 中谷由香
- 金子孫十郎 - 楠年明
- 西山団右衛門（本庄藩江戸藩邸詰め） - 左右田一平
- 駒井 - 鈴木一功
- 善八 - 多賀勝一
- 沼田 - 神大介
- 入江毅、松尾勝人、池田勝志
- 河本忠夫、鎌田栄治、石原則直
- 金子太朗、落合智子、本丸仁美

第5話「勘ちがい」　（原作 - 徳どん、逃げろ）
- 土崎の八郎吾（盗賊） - 火野正平
- 権兵衛 - 荒勢
- 田島庄八 - 沖田さとし
- 古川 - 竹内春樹
- 佐原 - 鎌田栄治

第6話「三冬の縁談」
- 大久保兵蔵（大和郡山藩士） - 由地慶太郎
- 佐藤要 - 石丸謙二郎
- 三浦源右衛門 - 森塚敏
- 森喜十郎 - 金子研三
- 内田 - 武井三二
- おさと - 亜呂奈
- 代貸 - 森保郁夫
- 安井 - 田畑利治

第7話「いのちの畳針」
- 植村友之助（秋山小兵衛の弟子で大治郎の友人） - 渡辺いっけい
- お吉 - 山口美也子
- 為七（知的障害者） - 内山信二
- 菊坂の富五郎 - 田山涼成
- 徳兵衛 - 芦屋小雁
- 小堀信濃守 - 家辺隆雄
- 小堀右京（侍） - 村井克行
- 市木典馬 - 市山澄

第8話「悪い虫」
- 又六 - 徳井優
- 大首の仁助（ならず者） - 六平直政
- おしま - 石井トミコ
- 浅田源蔵（御家人） - 伊藤高
- 山尾 - 伊藤敏八
- 島田 - 宮川不二夫
- 石川栄二、中川峰男、大迫英喜

第9話「隠れ簑」
- 老僧（佐藤弥五郎） - 内藤武敏
- 老武士（堀内） - 日下武史
- 六郷左門（旗本） - 菅田俊
- 阿部進之助 - 勝亦正
- 坂部 - 加藤哲郎
- 青年 - 奥内博紀

第10話「雨の鈴鹿川」
- 井上八郎（秋山大治郎の剣術修行時代の兄弟子） - 蟹江敬三
- 後藤伊織（元彦根藩士） - 田中隆三
- 千代（半兵衛の妻・兵馬の義姉） - 麻乃佳世
- 天野兵馬（半兵衛の弟・侍） - 大村波彦
- 天野半兵衛（伊織に殺される） - 坂田雅彦
- 末高五兵衛（半兵衛の叔父） - 下元年世
- 喜助 - 塩川健司
- 市助 - 松尾勝人
- 松川三夏、山根誠二、菱谷昌功

最終話「妖怪小雨坊」
- 伊藤彦太夫（越後新発田五万石の江戸屋敷用人） - 近藤正臣
- 伊藤三弥（彦太夫の息子） - 本宮泰風
- 伊藤郁太郎（小雨坊・三弥の腹違いの兄） - 遠藤憲一
- 橋本兵助 - 南条豊
- 村井数馬 - 増島剛之
- 若夫婦 - 西村龍弥
- 若夫婦 - 井上紀子

##### 第3シリーズ（2001年）
第1話「手裏剣お秀」
- 杉原秀 - 遊井亮子
- 益田忠六（浪人） - 宇梶剛士
- 杉原左内（一刀流指南） - 寺田農
- 加藤勝之進 - 村井克行
- 野口甚太夫 - 深水三章
- 大沢勘兵衛 - 西川鯉之亟
- 蓬髪 - 谷口高史
- 坊主頭 - 大島宇三郎
- 柴田善行、山本道俊
- 國本鐘建、石川栄二、川上真人

第2話「鬼熊酒屋」
- 熊五郎（鬼熊酒屋亭主） - 大滝秀治
- 与吉 - 左とん平
- 文吉（おしんの夫） - 木下ほうか
- おしん（熊五郎の娘） - 佐藤友紀
- おさき - 浅井江理名
- 南雲八郎（浪人） - 浪花勇二
- 武蔵屋の酔っ払い - 仁科貴
- 喰い詰め浪人 - 山本哲也
- 加藤正記、山崎貴司、鎌田栄治
- 東田達夫、大友淳、野々村仁、平山昌雄

第3話「狂乱」
- 石山甚市（剣士） - 永澤俊矢
- 豊田孫左衛門（本多家の側用人） - 磯部勉
- 稲（豊田の妻） - 杉田かおる
- 真下半之助 - 細川純一
- 彦坂又八郎 - 奥久俊樹
- 松平数馬 - 芳野史明
- 木村織太郎 - 平田一樹
- 下元年世、池田勝志、入江毅
- 杉﨑浩一、西村龍也、山本晶子、清水理江

第4話「冬木立」
- おきみ - 雛形あきこ
- 竹造（相模屋通いの料理人 → 相模屋の現亭主） - 山崎銀之丞
- 若松屋文五郎（香具師の元締め） - 中原丈雄
- 伊之助（相模屋の元亭主・一昨年押し込み強盗に殺される） - 水上保広
- 辰 - 竜川剛
- 亀 - 梶浦昭生
- 大場万之助 - 小田島隆
- 鈴木 - 増島剛之
- おみよ - 乃川佳奈

最終話「金貸し幸右衛門」
- 浅野幸右衛門（高利貸し） - 米倉斉加年
- 藤丸庄八（浪人） - 阿南健治
- 川田十兵衛（御家人） - 冨家規政
- おうの（女中） - 平沙織
- 平四郎（十兵衛の弟） - 林統一
- 山本聖子、松原美穂、夏山剛一
- 田渕景也、柴崎滋、大久保幸治、辻本良紀

##### 第4シリーズ（2003年）
第1話「陽炎の男」
- 井村松軒（医師） - 西田健
- 大場平七郎 - 伊藤洋三郎
- お照 - わかいのぶこ
- 清洲の佐平次（盗賊） - 草薙幸二郎
- 和泉屋吉右衛門 - 田畑猛雄
- 秋田屋 - 西園寺章雄
- 秋田屋太兵衛 - 水上保広
- 文七 - 三島嘉崇
- 浪人1 - 柴崎滋
- 浪人2 - 円堂耕成

第2話「約束金二十両」
- 平内太兵衛（老剣客） - 宍戸錠
- おもよ（農家の娘） - 松本麻希
- 藤堂鉄之助（若侍） - 平井真軌
- 青山 - 大石昭弘
- せつ - 服部妙子
- 青山 - 大石昭広
- 亭主 - 平井靖

第3話「ぶんたろの命」　（原作 - 秋の炬燵）
- 白金の徳蔵（香具師の元締） - 長門裕之
- 大野庄作（浪人） - 立川三貴
- 赤沼の儀平 - 中田浩二
- 文太郎（勘次郎の息子） - 及川綾
- 芝の治助 - 笹本俊志
- 伊藤屋勘次郎（木綿問屋） - 中村正
- おさい（勘次郎の後妻） - 園英子
- 飯冨の亀吉 - 宮川不二夫
- 松吉 - 平田一樹
- 三次 - 杉山幸晴
- 辰蔵 - 大迫英喜

第4話「赤い糸」
- 落合孫六（秋山小兵衛の無外流剣法の弟弟子） - 平泉成
- お崎（菓子屋「京枡屋」の亭主の母） - 波野久里子
- 黒須の富蔵 - 江幡高志
- 勘助 - 南条弘二
- 落合貫太郎（孫六の息子） - 石野慎一郎
- 与助 - 加藤純平
- お清 - 斎藤智美
- 熊吉 - 片山春樹
- 棟梁 - 遠山二郎
- 桂山（賭場の客） - 芦屋小雁

第5話「東海道見附宿」
- 浅田忠蔵（秋山小兵衛の友人・道場主） - 金田明夫
- おさき（見附宿の旅籠「なべ屋」の女中） - 加藤貴子
- 松永金之助（忠蔵の弟子・浜松藩士） - 尾美としのり
- 源八 - 火野正平
- 太作 - 佐藤輝
- 玉屋伊兵衛（忠蔵の叔父） - 五味龍太郎
- 早瀬新兵衛 - 増島剛之
- 権三 - 和田茂樹
- 太吉 - 勝野賢三
- 松四郎 - 結城市郎
- 平吉 - 松尾勝人
- 横森の多吉 - 川上哲
- 市太郎 - 有園芳樹
- 丑松 - 東田達夫
- 辰吉 - 南條好輝

第6話「誘拐」
- 室伏伊十郎 - 鷲生功
- 山路寿仙 - 山本昌平
- 繁造 - 大村波彦
- 友次郎 - 立川貴博
- 能登屋七兵衛 - 諸木淳郎
- おつぎ - 田辺ひとみ
- 円常寺和尚 - 窪田弘和
- 小僧 - 近藤礼崇

第7話「騙された男」
- 笠原源四郎（秋山小兵衛の旧友・一刀流の達人・学者） - 石田太郎
- お千 - 筒井真理子
- 平吉 - 谷口高史
- 高橋又十郎 - 佐藤仁哉
- 常五郎 - 草木宏之
- 旅篭の亭主 - 平井靖
- 賭場の浪人 - 河本忠夫
- 加藤正記
- 浮世亭いちぢ
- 金子珠美
- 尾上瑞季
- 朝倉萌々子
- 中沢春蔵（浪人） - 矢崎滋

第8話「逃げる人」
- 加平 - 山田吾一
- 山本半之助（侍・「高橋三右衛門」と名乗る） - 古谷一行
- 仁助 - 草薙良一
- 河合又太郎（秋山大治郎の親友） - 佐藤和久
- 与助 - 楠年明
- 如空 - 徳田興人
- 了念 - 柴田光
- 中谷由香
- 松原美穂
- 大井菜穂子
- 芳野史明
- 出口正義
- 鎌田栄治
- 柴崎滋

第9話「勝負」
- 谷鎌之助（常陸笠間藩剣術指南候補） - 田中実
- お久（鎌之助の妻） - 中島ひろ子
- 谷小十郎 - 伊庭剛
- 梶光右衛門 - 守屋俊志
- 高橋忠蔵 - 加島潤
- 大友淳
- 村上稔治
- 池田勝志
- 古川淳史
- 仲野毅
- 伊東美紀
- 村田屋徳兵衛（お久の父） - 神山繁

第10話「剣の師弟」
- 黒田精太郎（秋山小兵衛の愛弟子） - 隆大介
- 藤川の仙助 - 曾我廼家文童
- 文蔵 - 北見敏之
- 丸屋勘蔵 - 久賀大雅
- 貝野の太平次 - 松田芳春
- 巣鴨の藤兵衛 - 丸尾好広
- 隠居 - 山本弘
- 職人 - 小松健悦
- 丸屋の手代 - 浜田隆広
- おしま - 恋塚ゆうき
- 仙助の女 - 鈴川法子
- 少女 - 山本容子
- 侍 - 多田頼満
- 侍 - 小田島隆

最終話「待ち伏せ」
- 近藤周蔵（若林家の元家臣） - 長森雅人
- おりく（周蔵の妻） - 蜷川有紀
- 柳田甚之助 - 柴田善行
- 柳田茂太郎 - 野田裕成
- 老武士 - 小峯隆司
- 用人 - 松尾勝人
- 川田平助 - 本間栄治
- 小女 - 新村あゆみ
- 夜鷹 - 藤原ひろみ
- 夜鷹 - 宮尻恵子
- 夜鷹 - 森本さやか
- 若林春斎（秋山小兵衛の古い知人・旗本） - 近藤洋介

##### 第5シリーズ（2004年）
第1話「昨日の敵」
- 関山百太郎 - 松村雄基
- 関山やす（百太郎の母） - 長内美那子
- 岡部精十郎（旗本の三男） - 四方堂亘
- 井上権之助 - 武井三二
- 七助 - 掛田誠
- おこう（七助の妻） - 伊東美紀
- 医者　了庵 - 松尾勝人
- 上島 - 増島剛之

第2話「秘密」
- 滝口友之助（元福島藩士） - 美木良介
- 宮部平八郎（福島藩板倉家江戸家老次席） - 寺泉憲
- 政吉 - 蟹江一平
- みよ - 森香名子
- 真田実
- 勇家寛子
- 内泉朱賀
- 仲野毅
- 大石昭弘
- 本山力
- 重仲幸
- 木村康志

第3話「越後屋騒ぎ」
- 湯島の長兵衛（岡っ引き） - 峰岸徹
- 越後屋弥兵衛（半太郎の父） - 草薙幸二郎
- 庄三郎（越後屋番頭） - 坂本あきら
- 石松（誘拐犯） - ボブ鈴木
- おせき - 川崎あかね
- おきん - 湖条千秋
- 清水 - 須藤雅宏
- 伝蔵 - 門田俊
- 沼田 - 朝日完記
- おゆみ - 桜 稲垣早希
- 半太郎（越後屋当主） - 平田一樹
- 伊太郎（半太郎の息子） - 中根健太
- 松浦達也
- 窪田弘和
- 円堂耕成
- 多田頼満
- 平井靖
- 大迫英喜
- 大石昭弘
- 藤井康次
- 榎本千聖

第4話「狐雨」
- 杉本又太郎（秋山大治郎の旧知の仲） - 大鶴義丹
- 小枝（西国浪人の娘） - 吉本多香美
- 磯野儀助 - 花上晃
- 又左衛門（又太郎の父・無外流の達人で道場主・秋山小兵衛の旧知の仲） - 田畑猛雄
- そばやの亭主 - 結城市朗
- 浪人 - 宮川不二夫
- 駒込の万七 - 遠山二郎
- 村上稔治
- 菱谷昌功
- 山田永二
- 甲斐造
- 山田くに博

第5話「消えた女」
- おみつ（奉公人・山口の娘） - 前田愛
- おたみ（二十年前に秋山小兵衛と男女の仲） - 前田愛
- 庄太（板前） - 草野康太
- 山口為五郎（浪人） - 野崎海太郎
- おたみ（幻想） - 平淑恵
- 永山精之助 - 宮崎豊
- 六助 - まついきよし
- 横山義太郎 - 高木博安
- 寅松 - 藤井康次
- 安 - 中島崇博

第6話「その日の三冬」
- 岩田勘助（足軽） - 本田博太郎
- お絹（角倉の一人娘） - 匠ひびき
- 角倉伊織（旗本） - 勝部演之
- 角倉すえ　- 大橋芳枝
- 青木丹三郎（若い侍・お絹の恋人） - 鷲生功
- 角倉兵庫 - 竜川剛
- 石谷 - 細川純一
- お糸 - 宮尻佳子
- 中村信行
- 吉良浩一
- 杉山幸晴
- 山元隆弘

第7話「新妻」
- 長瀬達之助 - 林与一
- 鳥居小四郎（浪人・本名「秋山大次郎」） - 増沢望
- おふく - 大越史歩
- 平助 - 沼田爆
- 早見 - 新納敏正
- 大森 - 大木聡
- 佐々木 - 江端英久
- 津山 - 加藤大祐
- 侍 - 芳野史明
- おふく - 大越史歩
- とき- 亜路奈
- 女中 - 仲野絵美

第8話「鰻坊主」
- 善空（旅の僧） - 平田満
- 井上伝蔵 - 草見潤平
- 船頭 - 宇仁貫三
- 浪人 - 國本鐘健
- 浪人 - 池田勝志
- 浪人 - 土井健守

第9話「女と男」
- 高瀬照太郎（浪人） - 加勢大周
- 通人 - モト冬樹
- お絹（艶やかな女） - 大竹一重
- 桃井玄蕃 - 井上高志
- 治兵衛 - 西園寺章雄
- 大神彦九郎 - 入江毅
- 金田平右衛門 - 西村正樹
- 石井権兵衛 - 隈本晃俊
- 半兵衛 - 浮世亭いちぢ
- 忠兵衛 - 都京助
- 滝沢嘉四郎 - 石川栄二
- 駒三 - 加藤正記
- 女中 - 杉山よう子

最終話「暗殺者」
- 波川周蔵（浪人） - 山崎銀之丞
- 松平伊勢守 - 西田健
- 小田切平七郎 - 片岡弘貴
- 静 - 佐藤友紀
- 稲垣忠兵衛- 中村方隆
- 平山 - 関貴昭
- 町人 - 加島潤
- 女中 - 藤原ひろみ
- 松崎 - 船津正康
- 今井 - 根本一也
- 八重 - 鈴木理子

##### スペシャル（2004年 - 2010年）
「助太刀」（2004年）
- 酒井忠兵衛（善蔵の娘婿） - 山田純大
- 中島伊織（近江水口藩の仇討免状を所持） - 石田法嗣
- 高田平馬（旗本の子息） - 村井克行
- お信（忠兵衛の妻） - 中原果南
- 七助 - 掛田誠
- お松（忠兵衛の元恋人） - 奥貫薫
- 成瀬喜右衛門（旗本高田家用人） - 本田博太郎
- 林牛之助（伊織の剣の師匠） - 益岡徹
- 酒井善蔵（お信の父） - 蟹江敬三

「母と娘と」（2005年）
- 村松太九蔵（青砥村在住） - 夏八木勲
- 樺島長兵衛（盗人一味の頭） - 渡辺哲
- 小川宗哲（医師） - 島田順司
- 永井源太郎（商家啓養堂の用心棒） - 高杉瑞穂
- さよ（太九蔵の娘） - 宮本真希
- おふく（関屋村在住,源太郎の恋人） - 犬山イヌコ
- 道誉（青砥村の住職） - 神山繁
- おらく（啓養堂の女中） - 夏野陽子
- 瀬川幽仙（女絵師） - 松原智恵子

「決闘・高田の馬場」（2005年）
- 羽賀儀平（久世家仕官予定） - 宍戸開
- 谷万右衛門（久世家家来） - 石倉三郎
- 坂西房之助（高木家家来） - 石丸謙二郎
- 高木筑後守元好（旗本寄合席肝煎） - 菅野菜保之
- 寺中小文吾 - 森岡豊
- 久世帯刀（旗本寄合席 7500石） - 立川三貴
- 楓 - 亜呂奈
- お初（久世家腰元） - 田中千絵
- 近江屋伊助（お初の父） - 森山潤久
- 吉村三津（弥惣治の妻） - 床嶋佳子
- 吉村弥惣治（高木家家来） - 内藤剛志

「女用心棒」（2006年）
- 伊平 - 近藤芳正
- 卯兵衛 - 江藤潤
- お照 - 山下容莉枝
- お幸 - 姿晴香
- お雪 - 大西麻恵
- 横川小金吾 - 大塚よしたか
- 田所勝蔵 - 寺島進
- 鉄五郎 - 大滝秀治

「春の嵐」（2008年）
- 戸羽平九郎 - 鈴木一真
- 松平越中守定信 - 福士誠治
- 永山精之助 - 梨本謙次郎
- 芳次郎 - 宮川一朗太
- 新田庄右衛門 - 渋谷天外
- 作造 - うえだ峻
- 浅野帯刀 - 鶴田忍
- 一橋治済 - 村井国夫
- 戸羽休庵 - 松方弘樹

「道場破り」（2010年）
- おしの - 星野真里
- 高月南里 - 温水洋一
- 小松喜左衛門 - 渡辺哲
- 大場治左衛門 - 西田健
- 鷺巣見平助 - 中村梅雀

### スタッフ（藤田まこと版）
- ナレーター - 橋爪功
- 企画 - 市川久夫、能村庸一、遠藤龍之介、武田功
- 脚本 - 古田求、田村惠、野上龍雄、田坂啓、中村努、下飯坂菊馬、金子成人、田上雄、岡本さとる
- 音楽 - 篠原敬介
- 監督 - 小野田嘉幹、岡屋龍一、井上昭、酒井信行、吉田啓一郎、高瀬昌弘、舛田明廣、石原興、三村晴彦、林徹、原田真治、富永卓二
- 予告ナレーター - 小林清志
- 撮影 - 石原興
- 美術監修 - 西岡善信
- 料理監修 - 近藤文夫（銀座近藤）
- 現像 - IMAGICA（現・IMAGICAウェスト）
- ロケ協力 - 大覚寺、八幡堀を守る会
- プロデューサー - 能村庸一、河合徹、藤山太一郎、保原賢一郎、佐生哲雄、足立弘平、武田功、遠藤龍之介、後藤博幸、成河広明
- 製作協力 - 株式会社松竹京都撮影所
- 制作 - フジテレビ、松竹
- 題字 - 竹内志朗

### 放送日程（藤田まこと版）

#### 第1シリーズ
| 話数   | 放送日 （フジテレビ） | サブタイトル     |
| ------ | --------------------- | ---------------- |
| 第1話  | 1998年10月14日        | 父と子と         |
| 第2話  | 10月21日              | 井関道場四天王   |
| 第3話  | 10月28日              | まゆ墨の金ちゃん |
| 第4話  | 11月04日              | 御老中暗殺       |
| 第5話  | 11月11日              | 老虎             |
| 第6話  | 11月18日              | 深川十万坪       |
| 第7話  | 11月25日              | 箱根細工         |
| 第8話  | 12月02日              | 嘘の皮           |
| 第9話  | 12月09日              | 天魔             |
| 最終話 | 12月16日              | 兎と熊           |

#### 第2シリーズ
| 話数   | 放送日 （フジテレビ） | サブタイトル | 脚本     | 監督       |
| ------ | --------------------- | ------------ | -------- | ---------- |
| 第1話  | 1999年12月08日        | 辻斬り       | 野上龍雄 | 井上昭     |
| 第2話  | 12月15日              | 暗殺         | 中村努   | 井上昭     |
| 第3話  | 2000年01月19日        | 剣の誓約     | 古田求   | 井上昭     |
| 第4話  | 1月26日               | 婚礼の夜     | 野上龍雄 | 井上昭     |
| 第5話  | 2月02日               | 勘ちがい     | 田坂啓   | 岡屋龍一   |
| 第6話  | 2月09日               | 三冬の縁談   | 野上龍雄 | 三村晴彦   |
| 第7話  | 2月16日               | いのちの畳針 | 野上龍雄 | 小野田嘉幹 |
| 第8話  | 2月23日               | 悪い虫       | 田坂啓   | 小野田嘉幹 |
| 第9話  | 3月01日               | 隠れ簑       | 中村努   | 井上昭     |
| 第10話 | 3月08日               | 雨の鈴鹿川   | 田上雄   | 吉田啓一郎 |
| 最終話 | 3月15日               | 妖怪小雨坊   | 古田求   | 舛田明廣   |

#### 第3シリーズ
| 話数   | 放送日 （フジテレビ） | サブタイトル   | 脚本     | 監督       |
| ------ | --------------------- | -------------- | -------- | ---------- |
| 第1話  | 2001年6月05日         | 手裏剣お秀     | 野上龍雄 | 吉田啓一郎 |
| 第2話  | 6月12日               | 鬼熊酒屋       | 田村惠   | 林徹       |
| 第3話  | 6月26日               | 狂乱           | 古田求   | 小野田嘉幹 |
| 第4話  | 7月10日               | 冬木立         | 中村努   | 井上昭     |
| 最終話 | 7月24日               | 金貸し幸右衛門 | 田坂啓   | 酒井信行   |

#### 第4シリーズ
| 話数   | 放送日 （フジテレビ） | サブタイトル | 脚本     | 監督       |
| ------ | --------------------- | ------------ | -------- | ---------- |
| 第1話  | 2003年1月21日         | 陽炎の男     | 金子成人 | 井上昭     |
| 第2話  | 1月28日               | 約束金二十両 | 中村努   | 井上昭     |
| 第3話  | 2月11日               | ぶんたろの命 | 田坂啓   | 小野田嘉幹 |
| 第4話  | 2月18日               | 赤い糸       | 野上龍雄 | 小野田嘉幹 |
| 第5話  | 2月25日               | 東海道見附宿 | 金子成人 | 酒井信行   |
| 第6話  | 3月04日               | 誘拐         | 金子成人 | 原田真治   |
| 第7話  | 3月11日               | 騙された男   | 田村惠   | 高瀬昌弘   |
| 第8話  | 4月15日               | 逃げる人     | 野上龍雄 | 富永卓二   |
| 第9話  | 4月22日               | 勝負         | 金子成人 | 三村晴彦   |
| 第10話 | 5月06日               | 剣の師弟     | 金子成人 | 高瀬昌弘   |
| 最終話 | 5月13日               | 待ち伏せ     | 金子成人 | 井上昭     |

#### 第5シリーズ
| 話数   | 放送日 （フジテレビ） | サブタイトル | 脚本       | 監督       |
| ------ | --------------------- | ------------ | ---------- | ---------- |
| 第1話  | 2004年2月03日         | 昨日の敵     | 田村惠     | 石原興     |
| 第2話  | 2月10日               | 秘密         | 野上龍雄   | 石原興     |
| 第3話  | 2月17日               | 越後屋騒ぎ   | 野上龍雄   | 小野田嘉幹 |
| 第4話  | 2月24日               | 狐雨         | 田坂啓     | 小野田嘉幹 |
| 第5話  | 3月02日               | 消えた女     | 中村努     | 井上昭     |
| 第6話  | 3月09日               | その日の三冬 | 古田求     | 井上昭     |
| 第7話  | 3月16日               | 新妻         | 金子成人   | 酒井信行   |
| 第8話  | 5月01日（土）         | 鰻坊主       | 田坂啓     | 酒井信行   |
| 第9話  | 5月01日（土）         | 女と男       | 岡本さとる | 岡屋龍一   |
| 最終話 | 5月01日（土）         | 暗殺者       | 田村惠     | 三村晴彦   |

#### スペシャル
| 話数 | 放送日 （フジテレビ） | サブタイトル     | 脚本     | 監督       |
| ---- | --------------------- | ---------------- | -------- | ---------- |
| 1    | 2004年12月14日        | 助太刀           | 古田求   | 井上昭     |
| 2    | 2005年01月11日        | 母と娘と         | 野上龍雄 | 小野田嘉幹 |
| 3    | 9月06日               | 決闘・高田の馬場 | 古田求   | 井上昭     |
| 4    | 2006年06月16日        | 女用心棒         | 古田求   | 石原興     |
| 5    | 2008年04月11日        | 春の嵐           | 古田求   | 小野田嘉幹 |
| 6    | 2010年02月05日        | 道場破り         | 金子成人 | 井上昭     |

### 備考
オープニングなど
- レギュラーシリーズのオープニングは、シリーズを経るごとに変化している。
  - 第1シリーズでは雷鳴の中で小兵衛が複数の忍者と思しき相手に斬り合いを演じるのに併せて橋爪功のナレーションがかぶり、サウンドロゴの後にオープニング。ここで出演者・スタッフを紹介。
  - 第2シリーズは雷雨の中で小兵衛と大治郎が複数の剣客相手に斬り合いを演じるのに併せて橋爪功のナレーションがかぶり、サウンドロゴの後にオープニングで出演者・スタッフ紹介。
  - 第3シリーズは本放送では渡部が降板したこともあり、タイトル表示が替わり、渡部シーンはカットされたが、再放送以降は第2シリーズと同一のものを使用。
    - 橋爪によるナレーションは、「戦国乱世は遠い昔のことながら、武士の魂、やはり剣。敢えて戦がなければこそ、腕に覚えの剣客どもは売り込み合戦に明け暮れる。いや、まさしく昨今、剣術は商売なり」。第1シリーズと第2・第3シリーズとでは口調が若干異なる。
    - 第3シリーズまでは基本的にオープニングフィルムの内容は同一。

  - 第4シリーズからはオープニングナレーションが無くなり、タイトル表示の後、小兵衛宅を中心とした映像をバックにレギュラー出演者と主要スタッフのみを紹介するオープニング。このシリーズのみエンドロールがあり、出演者・スタッフはそこで紹介される。(但し、ナレーターの橋爪だけは紹介されない。)バックの曲は穏やかな曲調。
  - 第5シリーズはタイトル表示の後、オープニングで出演者・スタッフを紹介。エンドロールは再びなくなった。
  - スペシャル版は各作品によってオープニングが違っている。
  - テーマ曲は、第1 - 3シリーズまでは共通。第4シリーズで変わり、第5シリーズでは更に変更された。第5シリーズのテーマ曲は、第2シリーズ劇中で使用されたことがある。

出演者について
- 第3シリーズでは大治郎（渡部）が「恩師・辻平右衛門の墓参の旅に出た」という設定で出演しなくなり、第4シリーズで大治郎が渡部から山口馬木也に、三冬が大路恵美から寺島しのぶに、それぞれ交替した。
  - こうした事情もあり、第1・第2シリーズでは、主演が藤田と渡部の両名という扱いになっていた（次回予告ナレーションでもそのように言う）が、渡部が降板してから後のシリーズでは、一貫して藤田のみが主演という立場である。

- 医師・小川宗哲は、第3シリーズまでとスペシャル版に於いて島田順司が演じているが、第4・第5シリーズに於いては奥村公延に演者が交代している。
- 第4シリーズの途中で大治郎と三冬が結婚し、同最終話で三冬が長男・小太郎を懐妊する設定（小太郎の登場は第5シリーズから）になっている。他に飯田粂太郎が第4シリーズから大治郎の一番弟子という形で登場している。また、同じ第4シリーズからは三冬の老僕・嘉助も江戸家猫八から多賀勝一に交代した。

放送形態について
- 第5シリーズは10話製作されたが、同一時刻で先行ネットされた関西テレビ放送や、ドラマ再放送枠などを利用する形で遅れネットされた系列局以外は7話までしか放送されておらず、残り3話（8〜10話・最終回）は『剣客商売スペシャル』として同年5月1日（関東ローカルだが、一部同時ネット局も順次放送）に連続放送された。それをも放送されなかった局は、再放送としての扱いで改めて全話放送された。
- 時代劇専門チャンネルやホームドラマチャンネルなどでは断続的に本作各シリーズ（スペシャル版含む。但しスペシャル版は別枠での放送になるケースが多い）の再放送が行われており、またこれに併せて順次HDリマスターが実施されている。但し、第1シリーズ一話は84分拡大版のため（主に地上波では）再放送されないケースが多い。

その他
- キャッチコピーは「剣は売っても心は売らぬ!!」
- 2006年6月16日放送のスペシャル版『剣客商売スペシャル 女用心棒』はシリーズ最高視聴率18.6%（関東）を記録した。
- 藤田は自ら、「『鬼平』やったら次は『剣客』どっしゃろ」と思い、秋山小兵衛役にオファーを出していた。
- 能村庸一は、1973年版に続いてプロデューサーを務めた。
- 小兵衛の鐘ヶ淵の隠宅は、撮影のために広沢池湖畔に作られたセットである。当初、借地の関係で数年で壊す予定であったがシリーズの長期化に伴い、藤田が亡くなる2010年まで建っていた。あまりにも自然なため、第4シリーズから入った山口は、これがセットだと知って驚いたという。他の時代劇の撮影にも用いられた。取り壊される直前、時代劇専門チャンネルにて、剣客商売の出演者やスタッフが撮影の思い出を語る「剣客商売を語る」という番組が作られ放送された。
- 時代劇専門チャンネルでは、この作品のスピンオフとして、この小説に登場する料理を紹介する「剣客惣菜」というミニ番組が作られ、放映されていた。番組ではドラマで料理指導を担当した近藤文夫監修の元に、小説に登場する料理が近藤の手で実際に作られた。番組ナビゲーターは、おはる役の小林綾子が担当している。2012年1月には同番組の特別番組も放映された。
  - また、この企画はやがて池波作品全体に波及する形でリニューアルされ、2013年4月-6月期に「池波正太郎の江戸料理帳」として放送された（月代わりのホスト役の俳優が、番組内で取り上げられる料理に関連する作品の一部を朗読し、池波にゆかりのある人物をゲストに招いて料理を食しつつ対談するというスタイル）。

- テレビと同じキャスティングで何度か舞台化もされているが、2008年の明治座公演では藤田まことが病気のため降板し、ドラマで老中の田沼意次役を演じた平幹二朗が小兵衛の代役を務めた。
- 第3シリーズまでと第5シリーズは画面アスペクト比4:3の標準画質での制作であったが、第4シリーズは画面アスペクト比16:9の標準画質制作、その後ハイビジョン制作に移行された。

| フジテレビ系 火曜19時台 | フジテレビ系 火曜19時台                        | フジテレビ系 火曜19時台   |
| 前番組                  | 番組名                                         | 次番組                    |
| ----------------------- | ---------------------------------------------- | ------------------------- |
| 夜桜お染                | 剣客商売（第5シリーズ） （ここまで火曜時代劇） | カスペ! （19:00 - 20:54） |

## 北大路欣也版
2012年からフジテレビ系で放送されているシリーズ。共同制作は藤田版に引き続き松竹。
放送枠は「金曜プレステージ」（第1作 - 第3作）、「金曜プレミアム」（第4作）。
小兵衛役の藤田まことの死去後、キャストを一新しての製作となった。
第6作より藤田まこと版と同様に大治郎と三冬のキャストが交代。

### キャスト（北大路欣也版）

#### 主要人物（北大路欣也版）
- 秋山小兵衛 - 北大路欣也
- おはる（小兵衛の妻） - 貫地谷しほり
- 秋山大治郎（小兵衛の息子・秋山道場道場主） - 斎藤工（第1作 - 第5作）、高橋光臣（第6作 - ）[3]
- 佐々木三冬（田沼意次の娘・男装の女武芸者） - 杏（第1作 - 第4作）、瀧本美織（第6作 - ）[3]
- 四谷の弥七（御用聞き） - 山田純大
- 飯田粂太郎 - 内野謙太
- 生島治郎太夫（意次の家臣） - 山田明郷
- おみね - 栗田よう子
- おつぎ - 山下裕子
- 傘屋の徳次郎 - 竜川剛（第2作 - ）
- おとよ - 床嶋佳子（第2作 - ）
- 小川宗哲 - 古谷一行
- 田沼意次 - 國村隼

#### ゲスト（北大路欣也版）
第1作「御老中暗殺」（2012年）
- 一橋治済 - 神保悟志
- 飯田平助 - 斉藤暁
- 牛堀九万之助 - 上田耕一
- 嘉助 - 平井靖
- 永井和泉守 - 鶴田忍
- 大山左兵衛 - 小野了
- 永井右京 - 寿大聡
- 小出帯刀 - いわいのふ健
- お米 - 田中綾子
- 浅田虎次郎 - 大槻博之
- 和泉屋吉右衛門 - 谷口高史
- 木下肥後守 - 西田健

第2作「剣の誓約」（2013年）
- 嶋岡礼蔵（剣客・秋山大治郎の師匠筋） - 林隆三
- 伊藤三弥 - 浜田学
- 伊藤嘉一郎 - 高杉瑞穂
- 伊藤彦太郎 - 中丸新将
- 柿本源七郎 - 金田明夫
- 柿本伊作 - 西山清孝
- 檜村仁助 - 加治将樹

第3作「鬼熊酒屋」（2014年）
- 熊五郎 - 石橋蓮司
- おしん - 遠藤久美子
- 大久保兵蔵 - 平岳大
- 文吉 - 猪野学
- たえ - 小松みゆき
- 権太 - 掛田誠
- おみち - 築山可奈
- ばあや - 川崎あかね
- 黒鍬の藤次 - 中西良太
- 亀助 - 左とん平

第4作「陽炎の男」（2015年）
- 鎌屋の辰蔵（香具師の元締め） - 柄本明
- 村松伊織（左馬之助の息子） - 窪塚俊介
- 井村松軒 - 鷲生功
- お照 - 小林涼子
- 利助 - 比留間由哲
- 村松左馬之助（門人） - 瀬川菊之丞
- 松江 - 小宮久美子
- おもと - 亜呂奈
- 宗次 - 西村匡生
- おきち - 紅萬子

第5作「手裏剣お秀」（2018年）
- 杉原秀 - 比嘉愛未
- 杉原左内 - 堀内正美
- 松平下総守 - 市川右團次
- 野口平馬 - 波岡一喜
- 益田忠六 - 金山一彦
- 加藤勝之助 - 松田悟志
- 川井右近 - 山崎裕太
- 弥吾兵衛 - 鶴田忍

第6作「婚礼の夜」（2020年）
- 浅岡鉄之助 - 内田朝陽
- 平山市蔵 - 谷田歩
- おとみ - 光原エミカ
- 西山団右衛門 - 小野了
- 千代乃 - 川面千晶
- 横山梶太郎 - 鎌倉太郎
- 庄三郎 - 谷本貴彦
- 金子孫十郎 - 中原丈雄

### スタッフ（北大路欣也版）
- ナレーション - 蟹江敬三（第1、2作）、高橋長英（第3作 - ）
- 企画 - 成田一樹、成河広明、武田功
- 脚本 - 金子成人
- 音楽 - 大島ミチル
- 殺陣 - 宇仁貫三
- プロデューサー - 佐生哲雄、足立弘平
- 協力 - 能村庸一
- 監督 - 山下智彦
- 製作協力 - 松竹撮影所
- 制作 - フジテレビ、松竹

### 放送日程（北大路欣也版）
| 各話 | 放送日         | サブタイトル | 原作                          | 脚本     | 監督     | 視聴率 |
| ---- | -------------- | ------------ | ----------------------------- | -------- | -------- | ------ |
| 1    | 2012年08月24日 | 御老中暗殺   | 「女武芸者」 「御老中毒殺」   | 金子成人 | 山下智彦 | 12.5%  |
| 2    | 2013年12月27日 | 剣の誓約     | 「剣の誓約」 「妖怪・小雨坊」 | 金子成人 | 山下智彦 | 11.4%  |
| 3    | 2014年08月08日 | 鬼熊酒屋     | 「鬼熊酒屋」 「三冬の縁談」   | 金子成人 | 山下智彦 |        |
| 4    | 2015年09月11日 | 陽炎の男     | 「陽炎の男」 「嘘の皮」       | 金子成人 | 山下智彦 |        |
| 5    | 2018年12月21日 | 手裏剣お秀   | 「手裏剣お秀」                | 金子成人 | 山下智彦 |        |
| 6    | 2020年03月13日 | 婚礼の夜     | 「婚礼の夜」                  | 金子成人 | 山下智彦 |        |

- 視聴率はビデオリサーチ調べ、関東地区・世帯
- 第5話は19:00 - 21:00に「第87回全日本フィギュアスケート選手権」中継が編成されたため、21:00 - 23:12に繰り下げて放送する予定だったが、同中継が5分延長したため、5分繰り下げて21:05 - 23:17で放送。

## 放送局

### 本放送
- フジテレビ系列

### 再放送
- 地上波各局
- 時代劇専門チャンネル
- ホームドラマチャンネル